# Ключ 77
| 止                     | 止           | 止           |
| ---------------------- | ------------ | ------------ |
| 76                     | 77           | 78           |
| Піньінь:               | zhǐ          | zhǐ          |
| Чжуїнь:                | ㄓˇ          | ㄓˇ          |
| Вейд-Джайлз:           | zhi3         | zhi3         |
| Ютпхін:                | zi2          | zi2          |
| Он:                    |              |              |
| Кун:                   |              |              |
| Кандзі:                | 止偏 tomehen | 止偏 tomehen |
| Хун:                   | 그칠 geuchil | 그칠 geuchil |
| Им:                    | 지 ji        | 지 ji        |
| Індекс у Вікісловнику: | 止           | 止           |

Ключ 77 — ієрогліфічний ключ, що означає зупинятись і є одним із 34 (загалом існує 214) ключів Кансі, що складаються з чотирьох рисок.
У Словнику Кансі 99 символів із 40 030 використовують цей ключ.

## Символи, що використовують ключ 77

Як писати ієрогліф.

| без додаткових | 止          |
| 1 додаткова    | 正          |
| 2 додаткові    | 此          |
| 3 додаткові    | 步          |
| 4 додаткові    | 武 歧 歨 歩 |
| 5 додаткових   | 歪 歫       |
| 6 додаткових   | 歬 歭       |
| 8 додаткових   | 歮          |
| 9 додаткових   | 歰 歱 歲 歳 |
| 10 додаткових  | 歴          |
| 11 додаткових  | 歵          |
| 12 додаткових  | 歷          |
| 14 додаткових  | 歸          |